# Dienerella laticeps
Dienerella laticeps is een keversoort uit de familie schimmelkevers (Latridiidae). De wetenschappelijke naam van de soort werd in 1884 gepubliceerd door Edmund Reitter.